# Ferenc András
Ferenc András (Budapest, 24 novembre 1942 – Budapest, 25 aprile 2024) è stato un regista e sceneggiatore ungherese.

## Biografia
Lavorò come impiegato tra il 1960 e 1962. Tra il 1962 e 1966 fu manager e assistente alla regia per Magyar Televízió. Successivamente lavorò per Mafilm dal 1965 al 1968.
Morì a Budapest il 25 aprile 2025 all'età di 81 anni.

## Vita privata
Si sposò nel 1973; ebbe una figlia.

## Filmografia
- Holnap lesz fácán - assistente alla regia (1974)
- Veri az ördög a feleségét (1977)
- Dögkeselyű (1982)
- Ítéletidő (1988)
- Családi kör - serie TV (1989-1990)
- Törvénytelen (1994)